# Ступинская верфь
Ступинская верфь — корабельная верфь на которой в конце XVII века — начале XVIII века строились корабли для Азовского флота.

## История
Ступинская корабельная верфь была основана в 1697 году на левом берегу реки Воронеж при впадении в неё небольшой речки Ивницы напротив села Ступино (ныне село находится на территории Рамонского района Воронежской области и является административным центром Ступинского сельского поселения).
В 1697 году «гостиное кумпанство заложило на Ступине» десять 44-пушечных двухдечных кораблей, которые относились к классу так называемых «барбарских» кораблей: «Думкрахт», «Камень», «Слон», «Рысь», «Страус», «Журавль стрегущий», «Сокол», «Собака», «Арфа», «Грант Аполь». Строили корабли итальянские мастера Яков Теодоров («Думкрахт» и «Камень»), И. Фафето («Страус» и «Журавль стрегущий»), Ероним Дебоний («Слон» и «Рысь»), Иосиф Детонико («Сокол» и «Собака») и Антон Мосилин («Арфа» и «Грант Аполь»).
Корабли оказались весьма неудачными по конструкции, и качество их постройки было очень низким. В 1699 году они были спущены на воду, но уже к осени их корпуса, стоявшие на мели, рассохлись и были занесены песком после весеннего половодья.
Часть кораблей в 1704 году были переведены в Воронеж и в устье, где их переделывал голландский корабельный мастер Ян Корнилисен, оставшиеся корабли в Ступино переделывал мастер Я. Терплий. Суда достроены не были и в море не выходили. Все они сгнили на реке и в 1709—1710 годах были разобраны.
Единственным из десяти кораблей, который был достроен и переведён в 1710 году в Азов был «Слон» (Олифан). Однако при осмотре «оказался худ» и поставлен на ремонт. В море так и не вышел, был брошен при возвращении Азова Турции.
1 апреля 1702 года на верфи была заложена и 1 мая 1703 года спущена на воду 18-ти пушечная шнява, строил которую мастер Иван Федотов. В 1703 году на верфи были построены 30 будар
На официальном сайте Ступинского сельского поселения указано, что в период «с 1697 по 1713 годы на Ступинской верфи было выстроено 15 боевых кораблей и более 1000 небольших судов». Однако данная информация не имеет подтверждения.
12 апреля 2012 года были утверждены герб и флаг Ступинского сельского поселения главным символом которого стал военный парусный корабль, в память о Ступинской верфи.